# Unterpreth
Unterpreth is een plaats in de Duitse gemeente Hellenthal, deelstaat Noordrijn-Westfalen, en telt 30 inwoners (2006).